# Kelantan
Le Kelantan (jawi : كلنتن) est un État de Malaisie situé à l'extrême nord-est du pays à la frontière avec la Thaïlande. 

## Géographie
Il est bordé au nord par la mer de Chine méridionale et par les États du Perak à l'ouest, du Pahang au sud et du Terengganu au sud-est.
La capitale est la ville de Kota Bharu.
Le nom honorifique traditionnel malais de l’État de Kelantan est Kelantan Darul Naim (« magnifique demeure »).
Proche de la frontière thaïlandaise, c'est le point de passage le plus important vers la Thaïlande pour cette région.

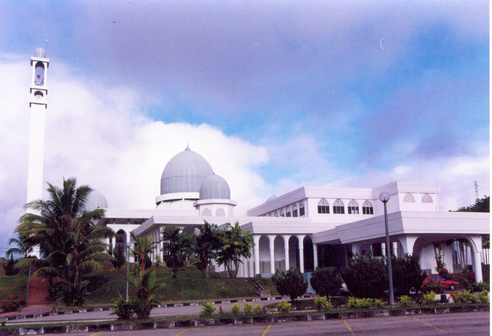
Mosquée Tengku Muhammad Faiz Petra

## Histoire
La région est le site de la plus ancienne occupation humaine connue en Malaisie (site de Bukit Jawa dans la vallée de Lenggong).
Le nom de Kelantan est attesté dès le XIVe siècle. Le Nagarakertagama, un poème épique écrit en 1365 dans le royaume javanais de Majapahit, mentionne « Kalanten » parmi les quelque cent « contrées tributaires » du royaume. En réalité, le territoire contrôlé par Majapahit ne s'étendait que sur une partie de l'est et du centre de Java. Les « contrées tributaires » étaient en fait des comptoirs formant un réseau commercial dont Majapahit était le centre. Majapahit y envoyait des dignitaires dont le rôle était de s'assurer que ces comptoirs ne s'adonnaient pas à un commerce privé qui échapperait au royaume.
Le Kelantan demeure un sultanat indépendant jusqu'au XVIIIe siècle, époque à laquelle il passe sous l'administration du Terengganu. Mais ce lien de vassalité est remis en cause par une révolte qui se place sous la protection des souverains siamois. La suzeraineté du Siam continue jusqu'en 1909, date à laquelle les Britanniques prennent le contrôle de l'État et l'incorporent à la colonie des États malais non fédérés.
Pendant la Seconde Guerre mondiale, le Kelantan sert de point de débarquement de l'armée japonaise dans sa conquête de la péninsule malaise, le 8 décembre 1941. Celle-ci s'achève avec la reddition de Singapour. Après la défaite du Japon en août 1945, le Kelantan revient sous administration britannique.
Le 1er février 1948, le Kelantan devient membre de la fédération de Malaisie qui accède à l'indépendance le 31 août 1957.

## Population et société
La population est d'une grande homogénéité culturelle malaise, à la différence d'autres régions du pays.

## Politique
Société rurale et traditionnelle, peu touchée par le développement urbain et technologique de l'Ouest de la Malaisie, le Kelantan fait figure de bastion des valeurs traditionnelles. Ces caractéristiques s'expriment sur la scène politique avec la domination du Parti islamique malaisien (PAS) depuis 1990.

### Sultan
Le sultan du Kelantan est Mohammed V depuis le 13 septembre 2010, date à laquelle il a succédé à son père Ismail Petra, décédé.

### Gouvernement
Depuis 2023, le chef de l'exécutif (Menteri Besar) est Mohd Nassuruddin Daud, membre du PAS

## Culture et patrimoine

### Culture
On trouve à Kelantan une forme de théâtre d'ombre, le wayang kulit Kelantan (également appelé wayang Siam).

### Cuisine
- Nasi Kerabu
- Ayam Percik
- Ketupat Makcik Selemo
- Cek mek
- Mee Celup